# 青島駅 (中国)
青島駅（チンタオえき）は、中華人民共和国山東省青島市市南区にある、中国国鉄済南鉄路局と青島地下鉄の駅である。

## 利用可能な路線
- 中国国鉄 (CR)
  - 膠済線
  - 膠済客運專線
- 青島地下鉄 (QM)
  - 1号線
  - 3号線

## 中国国鉄

### 駅構造
- 頭端式ホーム6面10線の地上駅。ちなみに開業当時は3面5線だった。ドイツ帝国の租借地だった名残で、駅舎はドイツ風の古典様式の建物である。2008年に駅舎が改築されたが旧駅舎と調和したデザインが採用された。

### 沿革
- 1900年1月 - 建設開始。
- 1901年秋 - 開業。
- 2006年11月20日 - 駅改造工事開始。
- 2008年7月27日 - 駅改造工事終了。

### 隣の駅
- 膠済線
  - 青島駅 - 四方駅
- 膠済客運專線
  - 青島駅 - 青島北駅

## 青島地下鉄

### 沿革
- 2009年11月30日 - 建設開始。
- 2016年12月18日 - 3号線の駅が開業。
- 2021年12月30日 - 1号線の駅が開業。

### 隣の駅
- 1号線
  - 西鎮駅 - 青島駅 - 中山路駅
- 3号線
  - 青島駅 - 人民会堂駅

## 駅周辺
- 青島湾
- 青島桟橋

## ギャラリー

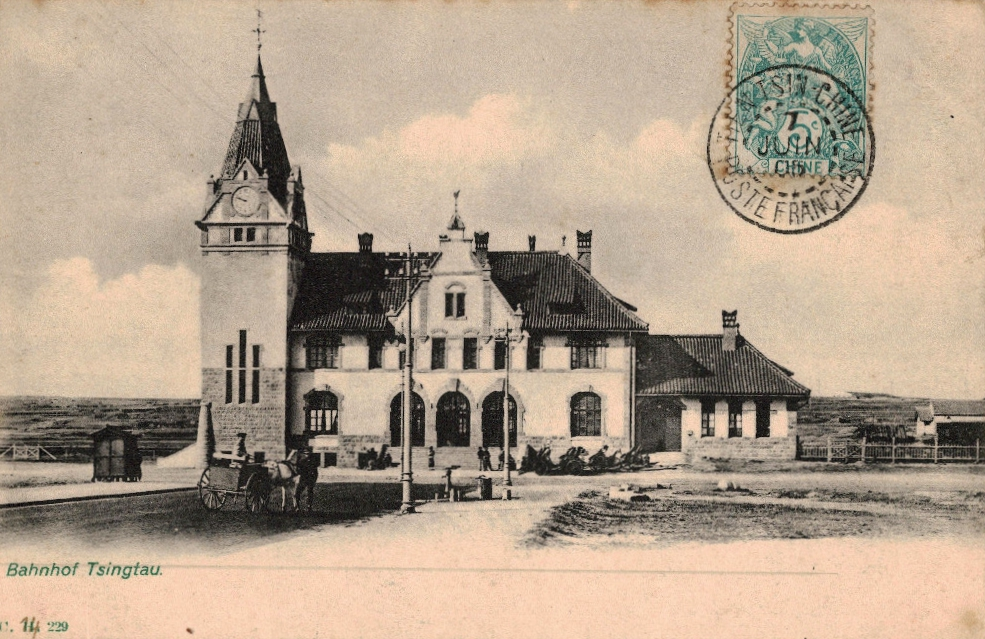
1900年頃の駅舎
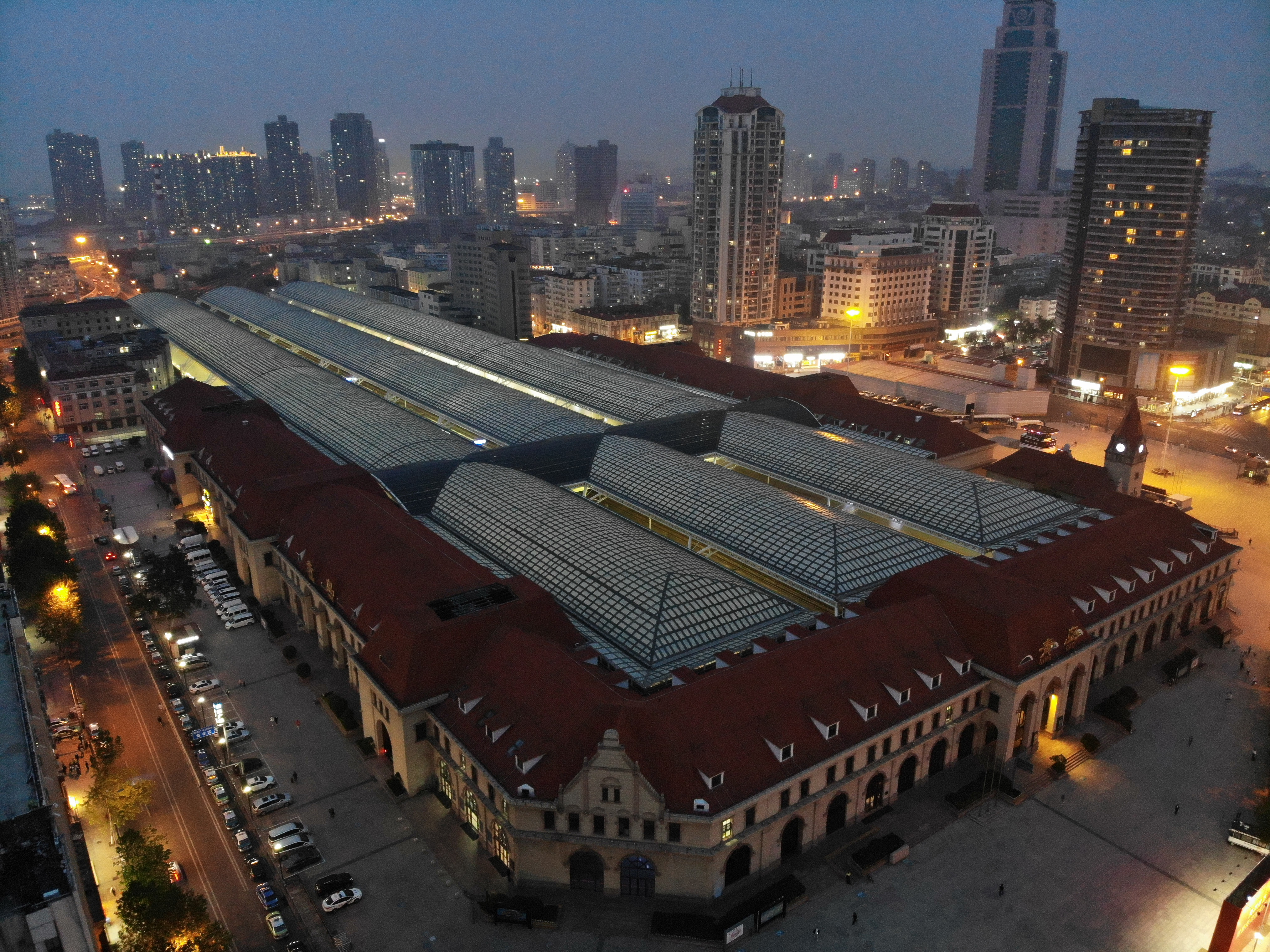
上から
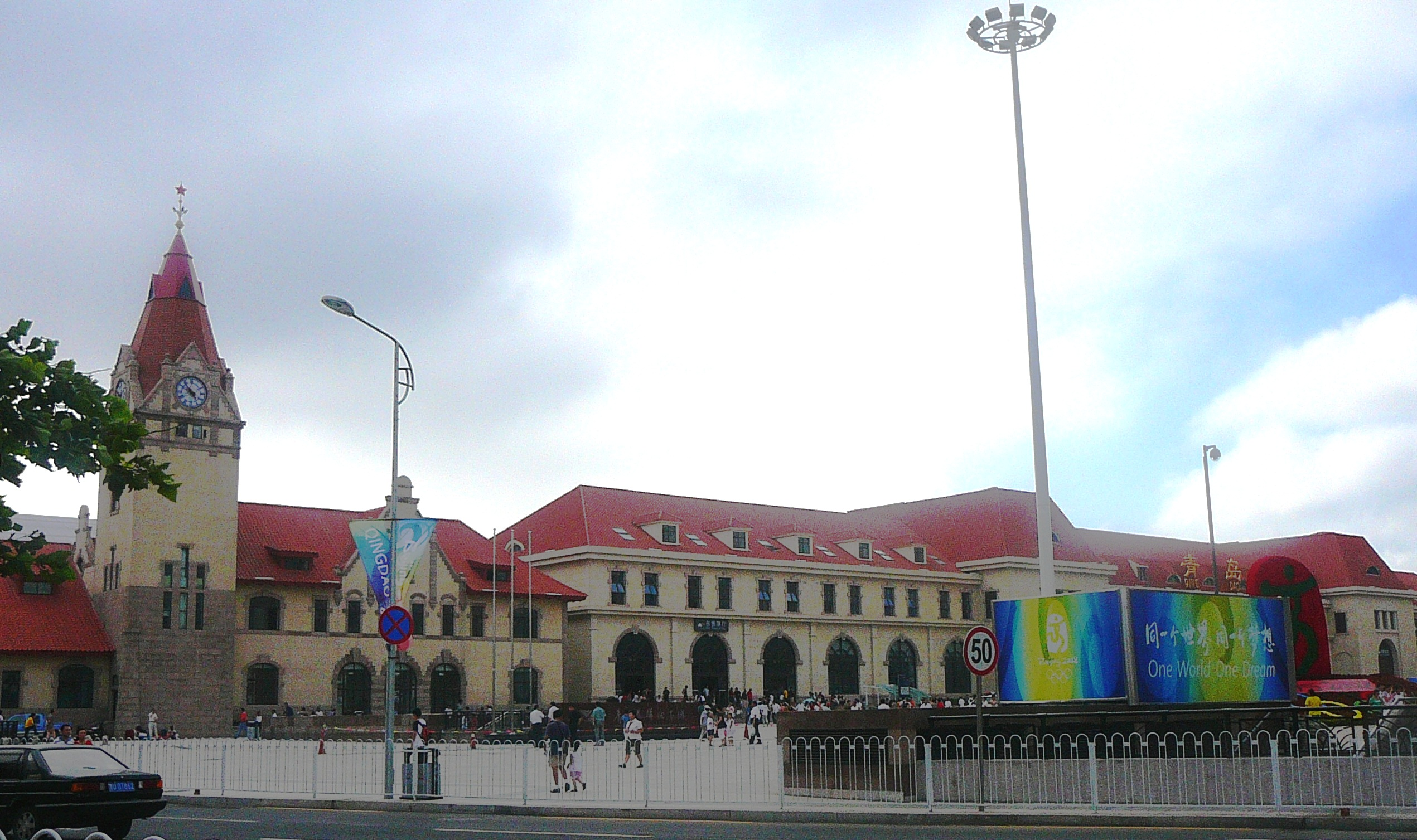
駅前の様子
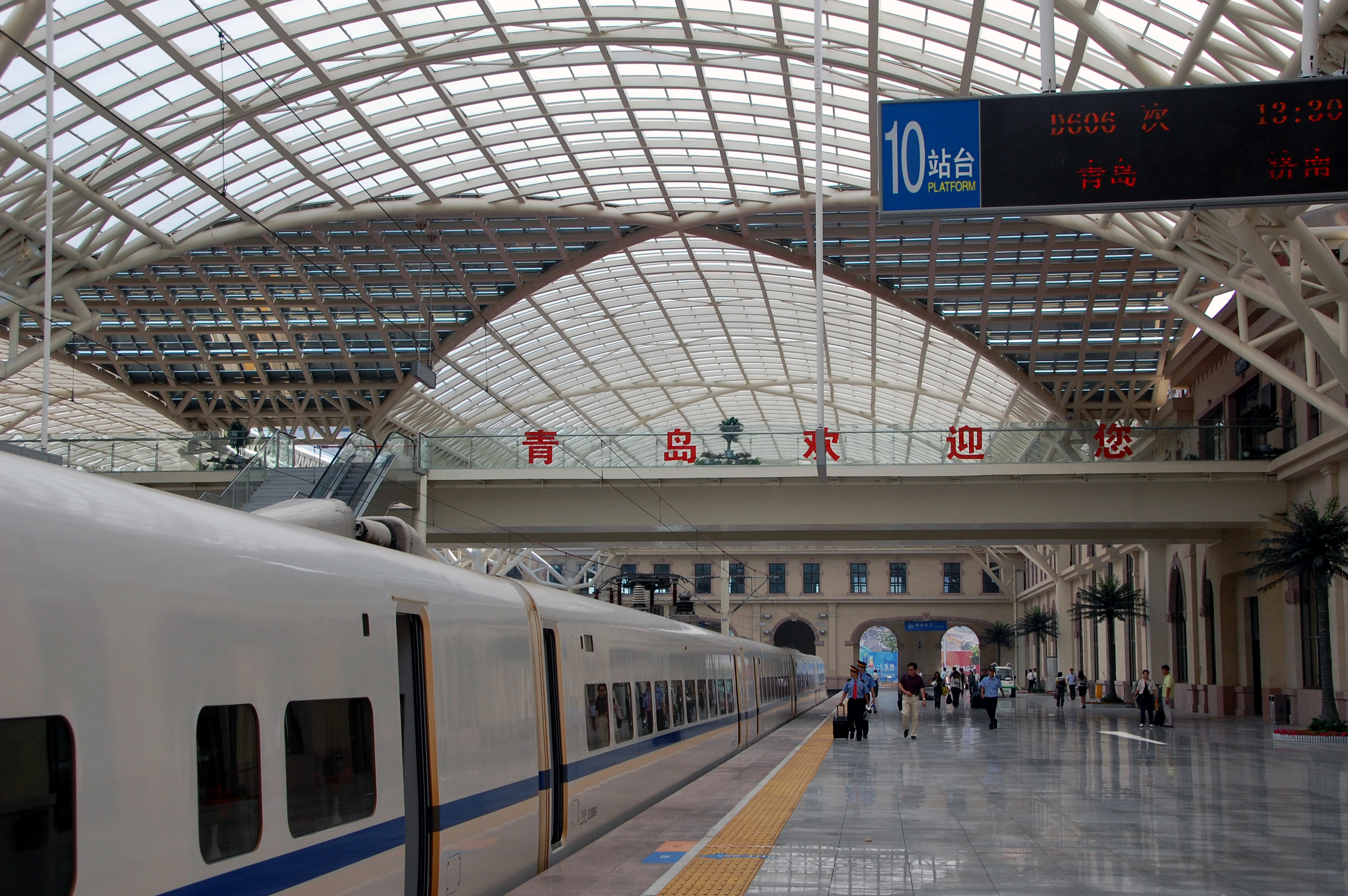
乗り場